# Sylvan Lake (Alberta)
Sylvan Lake ist eine Gemeinde im Zentrum von Alberta, Kanada, die seit 1946 Status einer Kleinstadt (englisch Town) hat und in der Aspen Parkland Region, am nördlichen Ende des Palliser-Dreiecks liegt. Sie liegt 25 Kilometer westlich der Stadt Red Deer entlang des Alberta Highway 11 oder des Highway 11A. Die Gemeinde liegt am südöstlichen Rand des Sylvan Lake, einem 15 Kilometer langen Süßwassersee im Red Deer County.
Der See ist ein beliebtes Ziel für Touristen aus ganz Alberta, mit mehr als 1,5 Millionen Besuchern pro Jahr. Beliebte touristische Aktivitäten umfassen Sonnenbaden, Schwimmen, Wasserski und Camp Woods. Camp Woods in Sylvan Lake war Gastgeber des 12. Jamboree der kanadischen Pfadfinder (Scouts Canada) im Juli 2013.

## Demographie
Der Zensus im Jahr 2016 ergab für die Gemeinde eine Bevölkerungszahl von 14.816 Einwohnern, nachdem der Zensus im Jahr 2011 für die Gemeinde eine Bevölkerungszahl von 12.327 Einwohnern ergab. Die Bevölkerung hat dabei im Vergleich zum letzten Zensus im Jahr 2011 deutlich überdurchschnittlich um 19,9 % zugenommen, während der Provinzdurchschnitt bei einer Bevölkerungszunahme von 11,6 % lag. Bereits im Zensuszeitraum 2006 bis 2011 hatte die Einwohnerzahl in der Gemeinde weit überdurchschnittlich um 20,3 % zugenommen, während sie im Provinzdurchschnitt um 10,8 % zunahm.

## Persönlichkeiten
- Tyler Steenbergen (* 1998), Eishockeyspieler